# 林静苗
林静苗（英語：Lim Ching Miau，1982年5月7日—），马来西亚华裔，出生于马来西亚槟城大山脚，是马来西亚著名谐星艺人、演员兼专业导游。

## 简历
林静苗小时候被寄养在寺庙长大，寺庙的监护人从7岁到19岁养育了她12年。
2001年，林静苗因从槟城前往吉隆坡读大专院校而展开半工半读的生活，她也因此踏进演艺界，从扮演小角色作起。后因演艺事业一直没有出色的进展，使她萌生对导游工作的兴趣。
从2004年起，林静苗就迷恋上背包旅游，2006年更成为专业导游。2007年，林静苗因出演中文舞台剧《狐说》而获得第六届戏炬奖最佳女主角奖项，成为她演艺事业的第一个高峰潮。林静苗也因为导游和演员的双重工作模式，让她可以在沒有戏剧工作时，可以带旅行团出游。
2010年，因出演电影《初恋红豆冰》「肥妹」的角色而爆红。2011年，因出演《哈比全家福》，亦取得口碑及收视。同年，林静苗进军海外，获得中国湖南卫视邀请主持几集生活资讯节目《省时生活》，使她的演艺事业更上一层楼。
2014年，林静苗因《馬來犀利》賀歲短片中飾演「吉夫人」而被警方要求協助調查后，导致她演艺工作完全停摆，让她萌生投入飲食業的想法。同年6月，林静苗与合夥人賣下「世界面」概念，大玩創意即食麵概念之余，还把概念賣出給合夥人之后，成為其代言人，並將6位數代言費轉化成投資，成為「世界面」老闆娘。11月14日，林静苗再次注资逾万令吉，与友人合股开设创意餐厅。她也在网络平台上直播网卖和开吃播。同年，林静苗因出演《夺命游戏2》入围2014年金视奖最佳女配角。
2018年6月3日，林静苗前往中国苏州寻找工作机会，但在抵达后身体遭到细菌感染，结果无法如期完成工作。林静苗于6月3日到达苏州影视城拍照打卡后，隔天就身体不适一直躺在酒店休息。直到在朋友劝告下前往医院求医，她被判断是细菌感染。在接受治疗期间，她被发现对头孢（抗生素的一种）过敏。后来林静苗在Facebook报平安说情况已经稳定，只是还需要到医院检查。

## 个人生活
2021年6月底，林静苗证实曾在1月时怀孕，但在2月时不幸流产。

## 影视作品

### 电影
| 年份 | 电影名稱       | 角色       | 備註     |
| ---- | -------------- | ---------- | -------- |
| 2009 | 幸福万岁       |            |          |
| 2010 | 初恋红豆冰     | 肥妹       |          |
| 2010 | 媒人帮         | 苗晓晓     |          |
| 2010 | 大日子         |            | 客串     |
| 2011 | 哈比全家福     | 杨梅       |          |
| 2011 | 天天好天       | 安老院小姐 |          |
| 2012 | 老友开心鬼     | 演员       |          |
| 2012 | 我的野兽女友   | Mini       |          |
| 2012 | 倒数           | 赖笑笑     | [ 7 ]    |
| 2013 | 笑口長開       | 大苗       |          |
| 2013 | 吉隆坡殭屍鬥   | Mrs. Khoo  |          |
| 2013 | 聚宝盆         | 柯老大     |          |
| 2013 | 萤火侠         |            |          |
| 2013 | 夺命游戏2      | 吴家3妹    |          |
| 2014 | 亚斯敏         |            |          |
| 2014 | 茨厂街女王     |            | 客串     |
| 2015 | 百武禁忌       | 打手       |          |
| 2016 | 浪子回家       | 方天心     |          |
| 2017 | 海墘新路       | 妈妈桑     | 客串     |
| 2018 | 一家亲亲过好年 |            |          |
| 2019 | 种生基         |            |          |
| 2020 | 学霸           |            | 客串     |
| 2021 | 明天还爱       |            | 福音电影 |
| 2023 | 英雄回家       |            | [ 8 ]    |

### 电视剧
| 年份 | 电视剧名稱 | 角色   | 備註 |
| ---- | ---------- | ------ | ---- |
| 2007 | 爱在你左右 |        |      |
| 2007 | 男人当家   | 傻强妻 |      |
| 2009 | 美食厨师男 | 厨师   |      |
| 2009 | 稽查专用   | 林金顺 |      |
| 2012 | 羽过天晴   | 唐羽菲 |      |
| 2018 | 原生之罪   | 陈明云 |      |

### 独立电影
- 《四楼四》（2003年）
- 《继续向前走》（2004年）
- 《Lady。女性》（2014年）
- 《最烂学生？3》（2015年）

### MV演出
- 林静苗和贺倾文《我要钱Money Money》（2017年）
- 大马多名艺人合唱《一起呼喊 ！加油！》（2020年）
- 大马多名艺人合唱《有你有我》（2020年）
- 黄明志《不小心》（2020年）

### 网络节目
- 《专业来找碴》（2012年）
- 《闺蜜厨房》（2020年-2021年）
- 《全民爱生活之坎坎而谈》（2020年）

### 舞台剧
- 《今夜星光灿烂》（2004年）
- 《狐说》（2006年）
- 《有爱到》（2010年）
- 《杜鹃花的黎明》（2011年）

### 争议短片
- 《马来犀利啊！》（2014年）

### 综艺节目
| 年份 | 節目名稱                | 頻道               | 備註                |
| ---- | ----------------------- | ------------------ | ------------------- |
| 2017 | 亲爱的我们去旅行        | Ntv7               | 第3集与母亲一同主持 |
| 2017 | 主播星势代              | Ntv7               | 活动主持            |
| 2019 | Durian, Kaya, Teh Tarik | 八度空间           | 第1集嘉宾           |
| 2020 | 飞槟吧！男神            | ViuTV              | 第6集嘉賓主持       |
| 2022 | 女神躺好我带飞          | AMM亚洲心动娱乐APP | 第10集嘉賓          |

## 奖项
- 2004年马来西亚第四届凭舞台剧戏炬奖-年度十大剧场精英[10]
- 2006年马来西亚第六届戏炬奖-最佳女主角[1]
- 2014年金视奖-最佳女配角（入围）[11]

## 参与社会事件
林靜苗参与了许多社会维权行动，以表明艺人也是拥有自由发声权利的公民和对国家状况的关注。
2012年，净选盟号召全国人民参与4月28日举办的和平集会（又称428黄绿大集会），目的是希望政府能聆听人民的声音，要求干净与公平选举，和反对澳洲萊納斯公司在关丹建立稀土工厂。林靜苗在4月29日於One FM電台主持節目時，公開表態支持428大集會，并将该集會課題放上电台公開討論，同時參與了大集會。
2013年5月，林静苗、王淑君、宇珩、庄惟翔等马来西亚艺人在社交网站上对508集会表达支持，并表达对国阵政府的不满和抗议选举委员会不公，同时也谴责大选之后所发生的连串种族冲突言论。
2015年8月29日，在首都吉隆坡举行「净选盟4.0」大集会中，数以万计身穿黄衣的民众纷纷走上街头，林静苗也与马来西亚艺人林宇中、庄可比等人一同参与在吉隆坡多处举行的集会。
2017年12月，马来西亚执政党国民阵线因一个马来西亚发展有限公司丑闻（1MDB）和施政表现积惹民怨，引起多名电视艺人与主持接连发声批评国阵政府，并公开表明反对政府征收消费税（GST）和生活费高涨等课题，林静苗也是发声批评的艺人之一。12月5日，大马著名爵士乐天后西拉玛吉在推特以英文发帖表达对国家状况的不满后，受到执政党国阵领袖和亲政府艺人的反击。12月7日，林静苗在脸书上发帖力挺西拉玛吉批评执政党国阵，表示艺人也是拥有发声权利的公民，并不是政治白痴。隔日，林静苗接受《当今大马》访问时表示，生活在百物膨胀下的人民都有表达意见的权利，并感叹物价飙升已让人民喘不过气。林静苗也指出，马来西亚虽为原油出产国，但人民却深受油价高涨所苦，这是极不合理的，呛声国阵政府若自认施政良好，应尽快宣布2018年马来西亚大选日期，好让人民履行公民的义务去投票。

## 争议
2011年11月25日，林静苗被电影公司邀请出席《大英雄，小男人》电影的首映礼，但在林静苗抵达会场后，才被主办单位的宣传人员告知不能走红地毯。在追问之下，得知原因是当晚的主持人是MY FM的DJ，而苗苗则是One FM的临时DJ，在台上DJ访问DJ时，两者身份尴尬。对此大感不满的苗苗之后在其部落格直诉MY FM是独裁独霸，凭什么干预主办单位邀请的嘉宾人选，直指对方不懂得尊重主办单位，此举不仅是越权行为，作风也显得十分不大方。
2012年4月30日，林静苗在公開表態支持428大集會后，被電台高層指示「休息」兩個星期讓電台進行調查，同时疑似被下达「封口令」。林静苗之后接受《光明日報》采访时表明：「我只是要表明我的立場，做我該做的事，讓國人都清醒，因為我們都是愛國的」。但她強調，她並非反政府，只是為了自己個人、家人、國家及下一代的未來，以尋找一個正確的方向，因為一旦沒有了國家，家也不復存在。林静苗之后在5月11日受访时爆料说，她之所以会被下达封口令是因为被同事“出卖”，但她沒有正面回应那名同事是谁，只说了「可男可女」。
2013年，林静苗在拍摄Ntv7贺岁电视电影《聚宝盆》期间曾几度被传「耍大牌」对剧组和导演发脾气。2月1日，林静苗对此澄清说当时因为情绪、声音不舒服、时间和天气问题，当下发了脾气，得罪或影响了同剧演员，并已向导演池家庆致歉。之后导演拱她请吃饭，林静苗表示因为沒有钱，不想被人说，所以不会请。她强调导演池家庆人很好，两人并没有结怨。
2014年1月2日，林静苗因出演民主行动党士布爹区国会议员郭素沁的贺岁讽刺短片《马来犀利啊！》，引起轩然大波。短片内容以影射手法，揶揄及讥讽3位国家领导人（分别是罗斯玛·曼梳、魏家祥和黄燕燕）和误导马来西亚是世界上最危险的国家，结果被警方援引煽动法令下传召录供。林静苗坚称自己本身饰演的「吉夫人」模仿的是香港艺人沈殿霞，并非首相夫人罗斯玛，若他人对号入座，她也无可奈何，也表示自己演技还不到家，才让大家联想错误。林静苗后来接受《当今大马》专访时畅谈这部争议性短片时表示，在电视新闻看到相关争议后，一度吓得躲在家里6天，啃快熟面忐忑度日。
林静苗于2016年2月21日坦言，自从参与郭素沁的争议性贺岁短片《马来犀利啊！》后， 对自身演艺事业影响颇大，导致许多电影投资者、广告与电视剧等都放弃了她。她在脸书撰文反击网民的冷嘲热讽时表示：「我身为艺人，我表明自己的政治立场，因为我是这个国家的公民。」并希望大家公平对待她。她也自问：「难道参与709、428、505、508、829、830等多场社运，是为了热闹、为了红还是好玩？」呼吁网民以同理心对待她，勿以自身标准去衡量她。
2018年5月7日，林静苗在未经查证下，在面子书上传播马来西亚选举委员会官员带走选票的旧视频。在被网民呼吁警方援引反假新闻法令调查和选举委员会澄清是2013年流传的旧视频后，林静苗坦言是自己不夠冷静和急着换政府才做出上述的错误行为，对此向公众道歉，并表示愿意承担一切责任。
2020年12月29日，林静苗透过经纪公司向马来西亚各家媒体发出一则「纪念苗苗，林静苗」为题的邀请函，以「讣文」方式宣告将在12月31日办一场追思会，引发网民哗然和批评。事因她在12月31日当日在个人臉書上直播了自己的「追思会」，因现场被布置成葬礼的模样，加上一众艺人朋友上台发言时边说边哭，还要她「在天堂做个快乐的天使」，让许多网民以为林静苗已逝世，纷纷留言哀悼。结果直播后半段林静苗突然现身，哭诉过去遭到家人遗弃、友人背叛、被演艺圈封杀的惨痛经历，网民才恍然这是她为了告别过去的自己而办的「追思会」，引起网民两极化的争议。几个小时后，林静苗在记者招待会上先是向被吓到的粉丝朋友道歉，随后强调这是一部舞台剧，并认为影视作品都有自己的宣传方式。她也郑重澄清，自己并不是在「玩」，而是作为演员，同时也是舞台剧出身的她一直很尊重自己每个作品，希望大家能够理解这种艺术的呈现方式。她也呼吁酸民不要欺负本地演员，直呛：「如果是国际演员做（追思会）的话你们会说好棒，但今天是本地演员做就说她玩、博红。说实话，请对我公平一点点，你们可以用艺术角度看海外的海报，为什么不能对本地艺人公平一点呢？」